# Chthiononetes tenuis
Genre
Espèce
Chthiononetes tenuis, unique représentant du genre Chthiononetes, est une espèce d'araignées aranéomorphes de la famille des Linyphiidae.

## Distribution
Cette espèce est endémique de Gascoyne en Australie-Occidentale,. Elle se rencontre dans des grottes de la chaine du cap.

## Description
Les mâles mesurent de 2,4 à 2,8 mm et les femelles de 2,45 à 2,8 mm.

## Publication originale
- Millidge, 1993 : Three new species of the spider family Linyphiidae from Australia (Araneae). Records of the Western Australian Museum, vol. 16, no 2, p. 211-219 (texte intégral.